# Рыжкова, Таисья Александровна
Таисья Александровна Рыжкова (10 июня 1928 — 10 марта 2001) — свинарка совхоза «Буткинский» Талицкого района Свердловской области, Герой Социалистического Труда (1966).

## Биография
Родилась 10 июня 1928 года в деревне Палатки Буткинского района Шадринского округа Уральской области (ныне — Талицкий городской округ Свердловской области) в семье крестьянина. В 14 лет осталась без отца, погибшего на фронте в 1942 году. Мать работала на овцеферме.
В 1944 году окончила 7 классов школы и пошла работать телятницей в местный колхоз «Муравейник». В 1946 году перешла работать свинаркой, стала ухаживать за 10 свиноматками.
В 1965 году закончилась «семилетка», по итогам которой перевыполнила производственные показатели: она брала обязательство получить 800 поросят и сдать в отъёмную группу 684, а получила 830 и сдала 780 поросят.
Указом Президиума Верховного Совета СССР от 22 марта 1966 года за достигнутые успехи в развитии животноводства и заготовок мяса Рыжковой Таисье Александровне присвоено звание Героя Социалистического Труда с вручением ордена Ленина и золотой медали «Серп и Молот».
Избиралась депутатом Свердловского областного Совета народных депутатов.
Проживала в селе Бутка Талицкого района.
Умерла 10 марта 2001 года.

## Награды
- Герой Социалистического Труда (1966)
- Орден Ленина (1966)
- медали